# Olympische Sommerspiele 1960/Leichtathletik – Dreisprung (Männer)
Der Dreisprung der Männer bei den Olympischen Spielen 1960 in Rom wurde am 6. September 1960 im Stadio Olimpico ausgetragen. 39 Athleten nahmen teil.
Olympiasieger wurde der Pole Józef Szmidt. Er gewann vor Wladimir Gorjajew und Witold Krejer, beide aus der Sowjetunion.
Es gingen drei Deutsche an den Start. Jörg Wischmeier und Karl Thierfelder scheiterten an der Qualifikationsweite für das Finale. Manfred Hinze konnte sich für das Finale qualifizieren und belegte dort den siebten Platz. Athleten aus Österreich, der Schweiz und Liechtenstein nahmen nicht teil.

## Rekorde

### Bestehende Rekorde

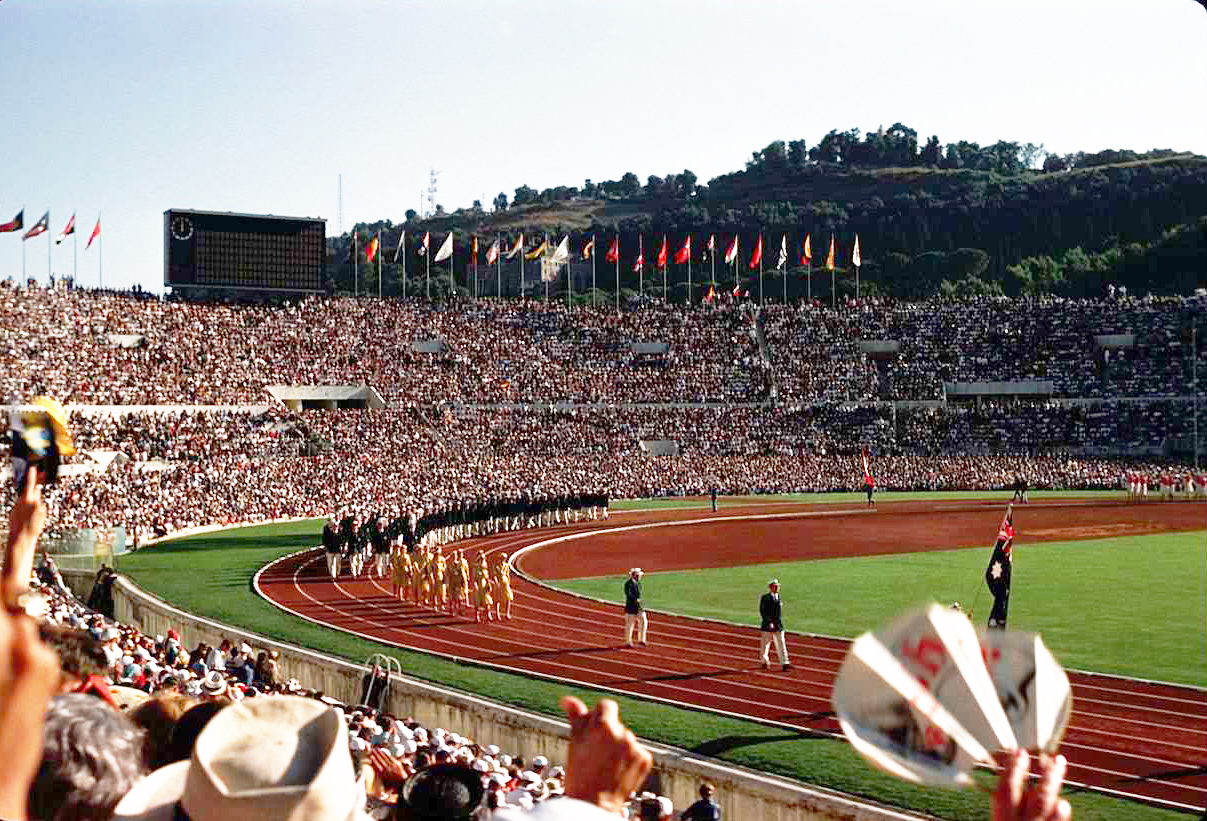
Das Olympiastadion während der Eröffnungsfeier

| Weltrekord         | 17,03 m | Józef Szmidt ( Polen)         | Olsztyn, Polen                  | 5. August 1960    |
| Olympischer Rekord | 16,35 m | Adhemar da Silva ( Brasilien) | Finale OS Melbourne, Australien | 27. November 1956 |

### Rekordverbesserungen
Der polnische Olympiasieger Józef Szmidt verbesserte den bestehenden olympischen Rekord dreimal:
- 16,44 m – Qualifikation, Gruppe A am 6. September, erster Durchgang
- 16,78 m – Finale am 6. September, erster Durchgang
- 16,81 m – Finale am 6. September, dritter Durchgang

## Durchführung des Wettbewerbs
39 Athleten traten am 6. September zu einer Qualifikationsrunde an, die in drei Gruppen durchgeführt wurde. Die von fünfzehn Wettbewerbern – hellblau unterlegt – erreichte Qualifikationsweite betrug 15,50 m. Damit war die Mindestzahl von zwölf Finalteilnehmern übertroffen. Für alle qualifizierten Springer fand am Nachmittag desselben Tages das Finale statt. Dort standen jedem Sportler zunächst drei Versuche zu. Die besten sechs Athleten konnten dann drei weitere Sprünge absolvieren.
Die Bestweiten sind fett gedruckt. Bei gleicher Weite entschied die zweitbeste Weite über die Platzierung.

## Zeitplan
6. September, 9:00 Uhr: Qualifikation

6. September, 15:00 Uhr: Finale

## Legende
Kurze Übersicht zur Bedeutung der Symbolik – so üblicherweise auch in sonstigen Veröffentlichungen verwendet:
| – | verzichtet |
| x | ungültig   |

## Qualifikation
Datum: 6. September 1960, ab 9:00 Uhr

### Gruppe A

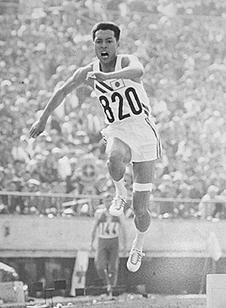
Kōji Sakurai – ausgeschieden mit 14,59 m in Qualifikationsgruppe A

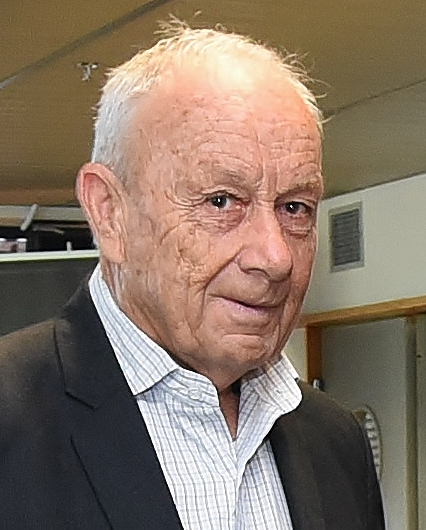
Dave Norris (hier im Jahr 2017) – ausgeschieden mit 14,30 m in Qualifikationsgruppe A

| Platz | Name                       | Nation             | 1. Versuch | 2. Versuch | 3. Versuch | Resultat | Anmerkung |
| ----- | -------------------------- | ------------------ | ---------- | ---------- | ---------- | -------- | --------- |
| 1     | Józef Szmidt               | Polen              | 16,44 m OR | –          | –          | 16,44 m  | OR        |
| 2     | Kari Rahkamo               | Finnland           | 15,85 m    | –          | –          | 15,85 m  |           |
| 3     | Sten Erickson              | Schweden           | x          | 15,47 m    | 15,76 m    | 15,76 m  |           |
| 4     | Ira Davis                  | Vereinigte Staaten | 15,64 m    | –          | –          | 15,64 m  |           |
| 5     | Hannu Rantala              | Finnland           | 15,11 m    | 14,94 m    | 15,08 m    | 15,11 m  |           |
| 6     | Jan Jaskólski              | Polen              | x          | 14,84 m    | 15,04 m    | 15,04 m  |           |
| 7     | Hiroshi Shibata            | Japan              | 14,93 m    | 14,80 m    | x          | 14,93 m  |           |
| 8     | Luis Felipe Areta Sampériz | Spanien            | x          | 14,93 m    | x          | 14,93 m  |           |
| 9     | Federico Bisson            | Italien            | x          | 14,21 m    | 14,76 m    | 14,76 m  |           |
| 10    | Samuel Igun                | Nigeria            | 14,74 m    | 14,52 m    | 14,26 m    | 14,74 m  |           |
| 11    | Kōji Sakurai               | Japan              | 14,59 m    | 14,17 m    | 14,07 m    | 14,59 m  |           |
| 12    | Ramón López                | Kuba               | 14,05 m    | 14,53 m    | 14,52 m    | 14,53 m  |           |
| 13    | Dave Norris                | Neuseeland         | x          | 13,78 m    | 14,30 m    | 14,30 m  |           |
| DNS   | Ljuben Gurguschinow        | Bulgarien          |            |            |            |          |           |

### Gruppe B

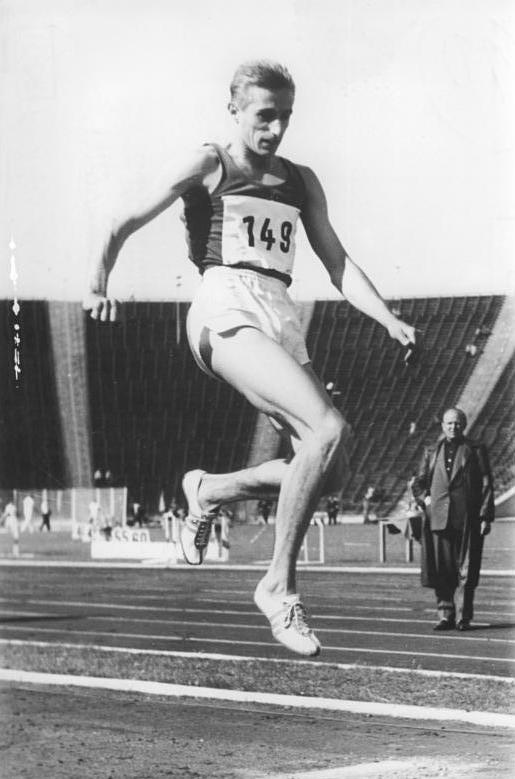
Karl Thierfelder – ausgeschieden mit 15,08 m in Qualifikationsgruppe B

| Platz | Name                | Nation                 | 1. Versuch | 2. Versuch | 3. Versuch | Resultat |
| ----- | ------------------- | ---------------------- | ---------- | ---------- | ---------- | -------- |
| 1     | Wladimir Gorjajew   | Sowjetunion            | 15,14 m    | 16,21 m    | –          | 16,21 m  |
| 2     | Ryszard Malcherczyk | Polen                  | 15,46 m    | 15,93 m    | –          | 15,93 m  |
| 3     | Ian Tomlinson       | Australien             | 15,29 m    | 15,89 m    | –          | 15,89 m  |
| 4     | Pier Luigi Gatti    | Italien                | 15,12 m    | x          | 15,66 m    | 15,66 m  |
| 5     | Fred Alsop          | Vereinigtes Königreich | x          | 15,65 m    | –          | 15,65 m  |
| 6     | Witold Krejer       | Sowjetunion            | 15,56 m    | –          | –          | 15,56 m  |
| 7     | Bill Sharpe         | Vereinigte Staaten     | 15,44 m    | 15,24 m    | x          | 15,44 m  |
| 8     | Tomio Ota           | Japan                  | 13,59 m    | 15,42 m    | x          | 15,42 m  |
| 9     | Éric Battista       | Frankreich             | 15,22 m    | x          | 14,83 m    | 15,22 m  |
| 10    | Karl Thierfelder    | Deutschland            | x          | 15,08 m    | 14,42 m    | 15,08 m  |
| 11    | Ruhollah Rahmani    | Iran                   | 14,70 m    | 13,52 m    | x          | 14,70 m  |
| 12    | Konstantinos Sfikas | Griechenland           | 14,25 m    | 13,60 m    | 14,32 m    | 14,32 m  |
| 13    | Pedro Camacho       | Puerto Rico            | x          | 14,21 m    | 13,58      | 14,21 m  |
| 14    | Yıldıray Pağda      | Türkei                 | 14,11 m    | 13,85 m    | x          | 14,11 m  |

### Gruppe C
| Platz | Name                     | Nation             | 1. Versuch | 2. Versuch | 3. Versuch | Resultat |
| ----- | ------------------------ | ------------------ | ---------- | ---------- | ---------- | -------- |
| 1     | Manfred Hinze            | Deutschland        | 15,86 m    | –          | –          | 15,86 m  |
| 2     | Vilhjálmur Einarsson     | Island             | 15,49 m    | 15,74 m    | –          | 15,74 m  |
| 3     | Jewgeni Michailow        | Sowjetunion        | 15,68 m    | –          | –          | 15,68 m  |
| 4     | Adhemar da Silva         | Brasilien          | 15,47 m    | 15,61 m    | –          | 15,61 m  |
| 5     | John Baguley             | Australien         | 14,62 m    | 14,74 m    | 15,56 m    | 15,56 m  |
| 6     | Enzo Cavalli             | Italien            | 15,48 m    | 15,33 m    | 15,37 m    | 15,48 m  |
| 7     | Dodyu Patarinski         | Bulgarien          | x          | 15,37 m    | x          | 15,37 m  |
| 8     | Jörg Wischmeier          | Deutschland        | x          | 15,20 m    | 15,23 m    | 15,23 m  |
| 9     | Herman Stokes            | Vereinigte Staaten | 14,74 m    | 14,53 m    | 14,48 m    | 14,74 m  |
| 10    | Abdul Razzak             | Irak               | 14,08 m    | 14,56 m    | 14,27 m    | 14,56 m  |
| 11    | Muhammad Khan            | Pakistan           | x          | 14,43 m    | 14,20 m    | 14,43 m  |
| 12    | Pierre William           | Frankreich         | 13,29 m    | x          | x          | 13,29 m  |
| DNS   | Kaimar-ud-Din bin Maidin | Malaya             |            |            |            |          |

## Finale
Datum: 6. September 1960, 15:00 Uhr
| Platz | Name                 | Nation                 | 1. Versuch | 2. Versuch | 3. Versuch | 4. Versuch                                | 5. Versuch                                | 6. Versuch                                | Endresultat | Anmerkung |
| ----- | -------------------- | ---------------------- | ---------- | ---------- | ---------- | ----------------------------------------- | ----------------------------------------- | ----------------------------------------- | ----------- | --------- |
| 1     | Józef Szmidt         | Polen                  | 16,78 m OR | x          | 16,81 m OR | x                                         | 16,63 m                                   | 13,48 m                                   | 16,81 m     | OR        |
| 2     | Wladimir Gorjajew    | Sowjetunion            | 16,11 m    | 16,39 m    | 15,55 m    | 16,63 m                                   | 16,28 m                                   | x                                         | 16,63 m     |           |
| 3     | Witold Krejer        | Sowjetunion            | 16,21 m    | 16,00 m    | 15,96 m    | 16,01 m                                   | 15,91 m                                   | 16,43 m                                   | 16,43 m     |           |
| 4     | Ira Davis            | Vereinigte Staaten     | x          | 16,41 m    | x          | 16,13 m                                   | x                                         | 16,05 m                                   | 16,41 m     |           |
| 5     | Vilhjálmur Einarsson | Island                 | 16,37 m    | 16,06 m    | 15,90 m    | 16,24 m                                   | x                                         | 16,36 m                                   | 16,37 m     |           |
| 6     | Ryszard Malcherczyk  | Polen                  | 15,87 m    | 16,01 m    | 15,83 m    | 15,82 m                                   | 13,18 m                                   | 14,66 m                                   | 16,01 m     |           |
|       |                      |                        |            |            |            |                                           |                                           |                                           |             |           |
| 7     | Manfred Hinze        | Deutschland            | 15,93 m    | x          | 15,84 m    | nicht im Finale der besten sechs Springer | nicht im Finale der besten sechs Springer | nicht im Finale der besten sechs Springer | 15,93 m     |           |
| 8     | Kari Rahkamo         | Finnland               | 15,84 m    | x          | 15,71 m    | nicht im Finale der besten sechs Springer | nicht im Finale der besten sechs Springer | nicht im Finale der besten sechs Springer | 15,84 m     |           |
| 9     | Ian Tomlinson        | Australien             | 15,40 m    | 15,71 m    | 13,21 m    | nicht im Finale der besten sechs Springer | nicht im Finale der besten sechs Springer | nicht im Finale der besten sechs Springer | 15,71 m     |           |
| 10    | Jewgeni Michailow    | Sowjetunion            | 15,50 m    | 15,67 m    | 14,83 m    | nicht im Finale der besten sechs Springer | nicht im Finale der besten sechs Springer | nicht im Finale der besten sechs Springer | 15,67 m     |           |
| 11    | Sten Erickson        | Schweden               | 15,49 m    | 15,32 m    | x          | nicht im Finale der besten sechs Springer | nicht im Finale der besten sechs Springer | nicht im Finale der besten sechs Springer | 15,49 m     |           |
| 12    | Fred Alsop           | Vereinigtes Königreich | 15,49 m    | x          | x          | nicht im Finale der besten sechs Springer | nicht im Finale der besten sechs Springer | nicht im Finale der besten sechs Springer | 15,49 m     |           |
| 13    | John Baguley         | Australien             | 14,88 m    | 15,16 m    | 15,22 m    | nicht im Finale der besten sechs Springer | nicht im Finale der besten sechs Springer | nicht im Finale der besten sechs Springer | 15,22 m     |           |
| 14    | Adhemar da Silva     | Brasilien              | x          | 14,87 m    | 15,07 m    | nicht im Finale der besten sechs Springer | nicht im Finale der besten sechs Springer | nicht im Finale der besten sechs Springer | 15,07 m     |           |
| NM    | Pier Luigi Gatti     | Italien                | x          | x          | x          | nicht im Finale der besten sechs Springer | nicht im Finale der besten sechs Springer | nicht im Finale der besten sechs Springer | ogV         |           |

Fünfzehn Athleten hatten sich für das Finale qualifiziert, unter ihnen Weltrekordler Józef Szmidt aus Polen, der erste 17-Meter-Springer, der in seinem Qualifikationsversuch den Olympiarekord verbessert hatte.
Im Finale sprang er gleich im ersten Durchgang noch einmal 34 Zentimeter weiter. Die Führung konnte ihm keiner mehr streitig machen. Im dritten Versuch legte Szmidt noch einmal um drei Zentimeter nach. Hinter ihm belegten zwei sowjetische Springer die Plätze zwei und drei: Wladimir Gorjajew gewann mit achtzehn Zentimetern Rückstand die Silbermedaille vor Witold Krejer, der weitere zwanzig Zentimeter zurücklag.
Auch Adhemar Ferreira da Silva, der die Dreisprungkonkurrenzen der letzten beiden Olympischen Spiele 1952 in Helsinki und 1956 in Melbourne beherrscht hatte, war in Rom wieder mit am Start. Doch der Leistungsstandard hatte sich weiterentwickelt und da Silva war nicht mehr in der Form vergangener Jahre, sodass es im Finale diesmal nur noch zu Platz vierzehn reichte.
Józef Szmidt errang die erste polnische Goldmedaille im Dreisprung.

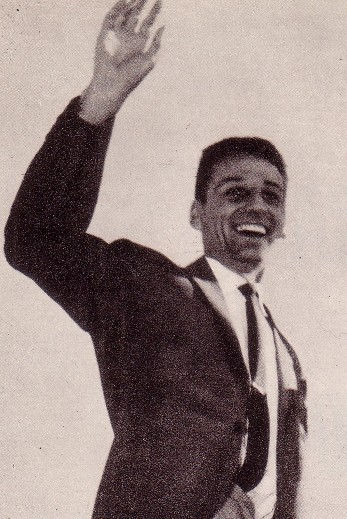
Olympiasieger Józef Szmidt verbesserte den Olympiarekord dreimal
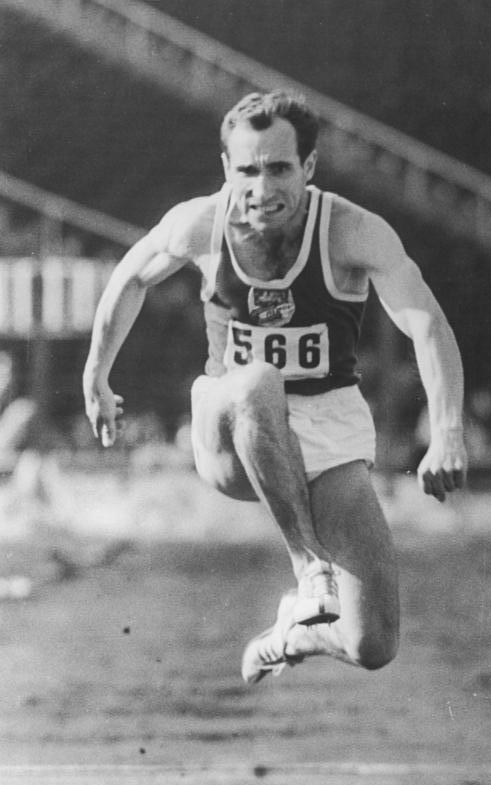
Manfred Hinze wurde im Finale Siebter

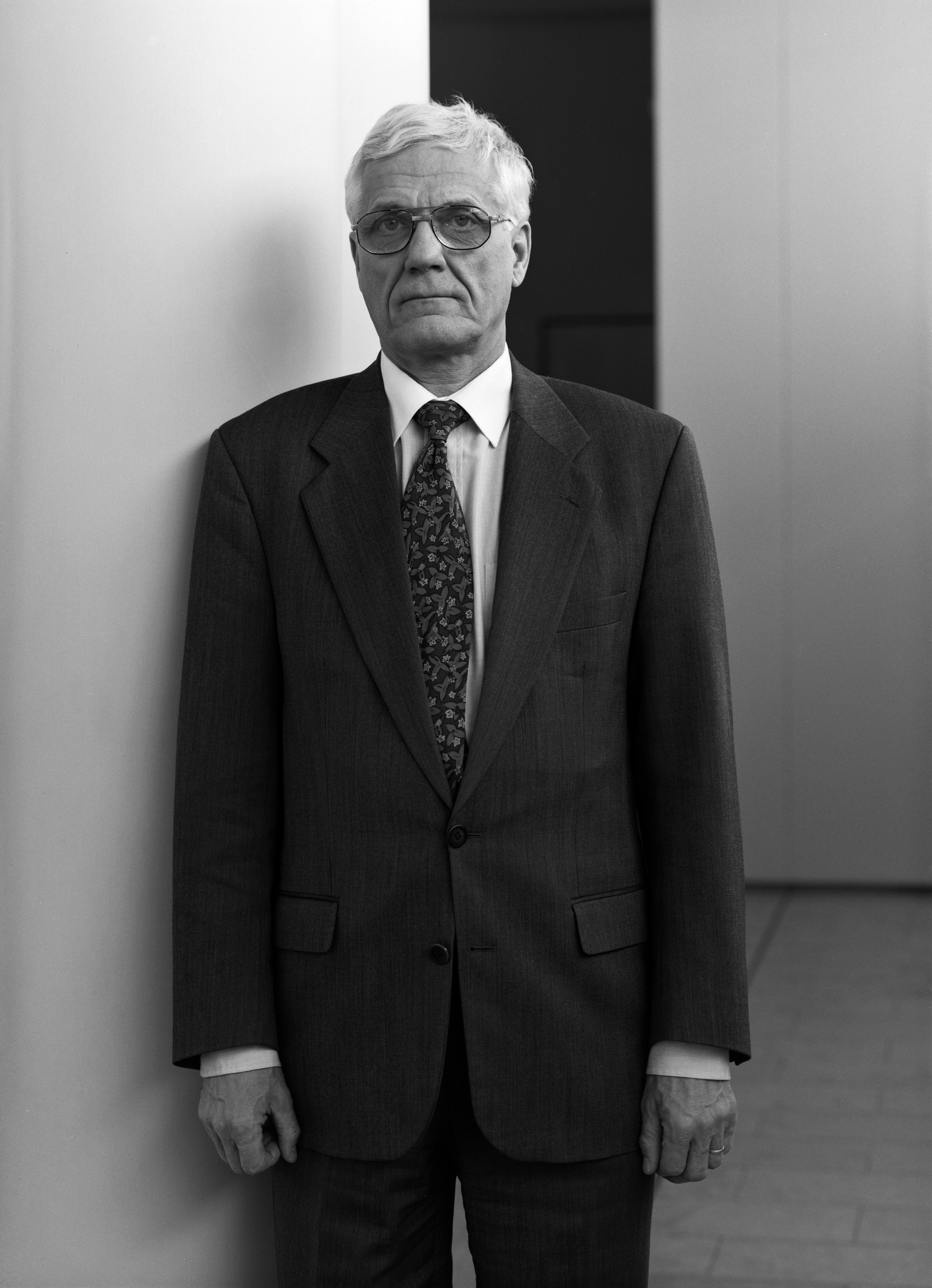
Kari Rahkamo (auf dem Foto im Jahr 1996) belegte Rang acht
Der Olympiasieger von 1952 und 1956 Adhemar da Silva kam hier auf den vierzehnten Platz

## Video
- Stadio olimpico: nel salto triplo, la medaglia d'oro va la polacco Schiedt che con i suoi 16 .., youtube.com, abgerufen am 18. Oktober 2017